# Dmitri Ignatjew
Dmitri Ignatjew (russisch Дмитрий Игнатьев; * 27. Juni 1988 in Tscheboksary) ist ein russischer Straßenradrennfahrer.
Dmitri Ignatjew gewann 2008 eine Etappe bei der Vuelta a Palencia und wurde dort Zweiter der Gesamtwertung. 2009 wurde er Profi bei dem russischen Continental Team Lokomotiv, wo er die Gesamtwertung der Bidasoa Itzulia für sich entscheiden konnte. Seit 2010 fährt er für die Mannschaft Itera-Katusha. In seinem ersten Jahr dort wurde er zusammen mit Nikita Nowikow Dritter beim Duo Normand und 28. im U23-Straßenrennen der Weltmeisterschaft. In der Saison 2011 gewann er das Einzelzeitfahren beim Grand Prix of Adygeya. In seiner letzten Saison, 2014, gewann er zwei Etappen der Tour des Pays de Savoie sowie je eine Etappe der Tour Alsace und der Tour of Kavkaz.

## Erfolge
2011
- eine Etappe Grand Prix of Adygeya

2014
- zwei Etappen Tour des Pays de Savoie
- eine Etappe Tour Alsace
- eine Etappe Tour of Kavkaz

## Teams
- 2009 Lokomotiv
- 2010 Itera-Katusha
- 2011 Itera-Katusha

- 2014 Itera-Katusha